# Władysław Nowak (profesor PS)
Władysław Nowak (ur. 9 czerwca 1932 w Wieleniu, zm. 12 sierpnia 2025) – polski inżynier, profesor nauk technicznych.

## Życiorys
Studiował w Politechnice Gdańskiej, w 1965 obronił pracę doktorską, w 1971 otrzymał habilitację. W 1978 uzyskał tytuł profesora nauk technicznych, natomiast w 1991 tytuł profesora zwyczajnego.
Był pracownikiem naukowym w Politechnice Szczecińskiej i w Zachodniopomorskim Uniwersytecie Technologicznym w Szczecinie, a także członkiem Komitetu Termodynamiki i Spalania PAN i Zespołu do spraw Energii Ministerstwa Nauki i Szkolnictwa Wyższego.